# Liste der Stolpersteine in Ellrich

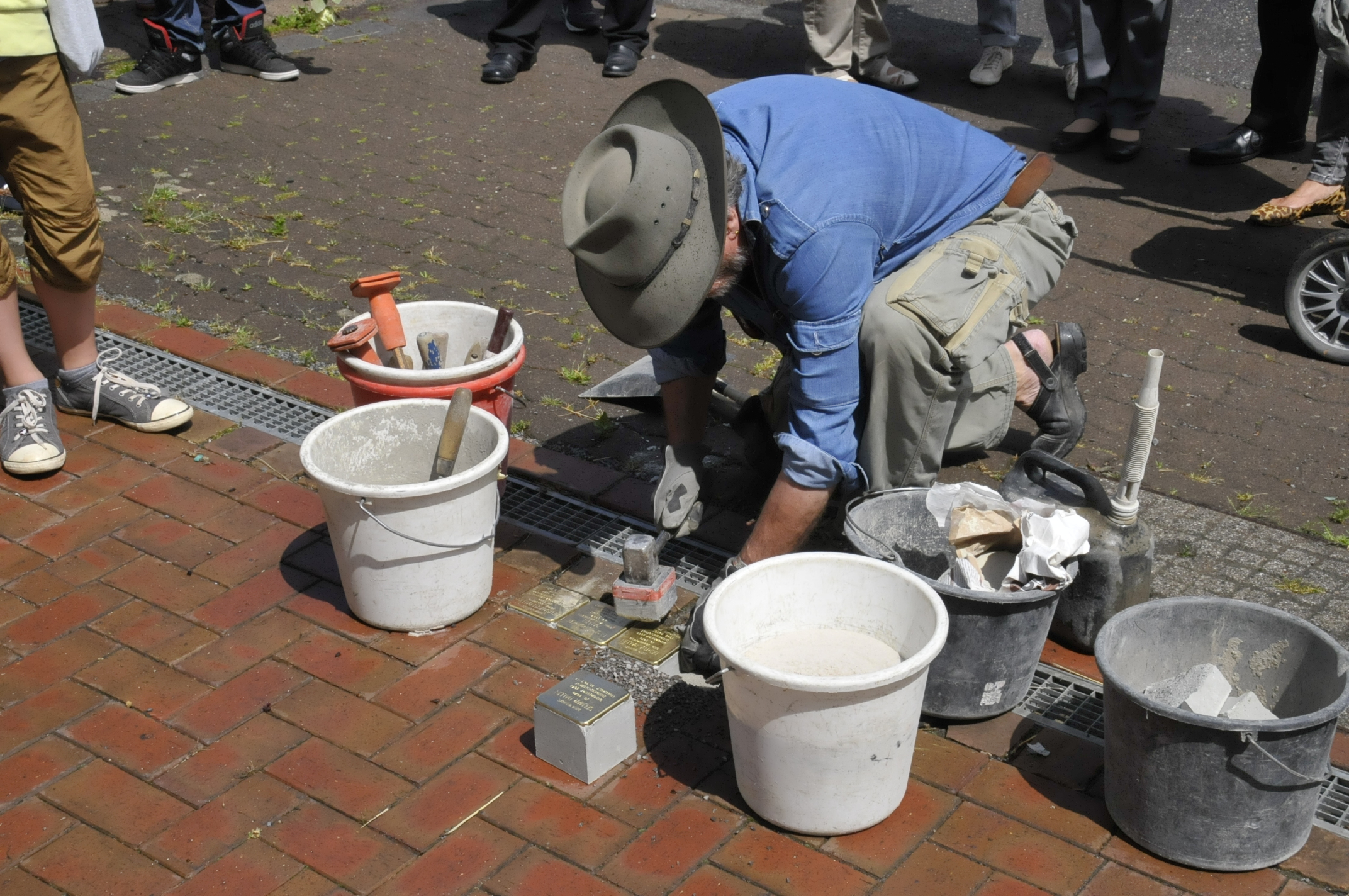
Stolpersteinverlegung im Juni 2015

Die Liste der Stolpersteine in Ellrich führt die vom Künstler Gunter Demnig verlegten Stolpersteine in der nordthüringischen Kleinstadt Ellrich auf. Die bislang jüngste Verlegung war am 18. Juni 2015. In der Nacht vom 10. auf den 11. Juli 2015 wurden zwei Stolpersteine in der Lindenstraße entwendet.

## Verlegte Stolpersteine
In Ellrich wurden acht Stolpersteine an drei Standorten verlegt.
| Stolperstein | Inschrift | Verlegeort                  | Name, Leben |
| ------------ | --- | --------------------------- | --- |
|              | HIER WOHNTE BERTHA BALLIN GEB. SOMMERFELD JG. 1879 DEPORTIERT 1942 THERESIENSTADT 1944 AUSCHWITZ ERMORDET 16.5.1944                           | Große Bahnhofstraße 4 Lage  | Bertha Ballin geb. Sommerfeld |
|              | HIER WOHNTE ELISABETH BALLIN VERH. SÜSSKIND JG. 1908 FLUCHT 1933 HOLLAND INTERNIERT WESTERBORK DEPORTIERT 1944 AUSCHWITZ ERMORDET 26.3.1944   | Große Bahnhofstraße 4 Lage  | Elisabeth Ballin verehel. Süsskind |
|              | HIER WOHNTE ELSE-MARGARETE BALLIN VERH. KLEIMENHAGEN JG. 1903 UMZUG/HEIRAT NORDHAUSEN MIT HILFE BEFREIT/ÜBERLEBT                              | Große Bahnhofstraße 4 Lage  | Else-Margarete Ballin verehel. Kleimenhagen |
|              | HIER WOHNTE SELMAR BALLIN JG. 1870 DEPORTIERT 1942 THERESIENSTADT ERMORDET 23.12.1943                                                         | Große Bahnhofstraße 4 Lage  | Selmar Ballin |
|              | HIER WOHNTE MAX BERNSTEIN JG. 1863 'SCHUTZHAFT' 1938 BUCHENWALD DEPORTIERT 1942 THERESIENSTADT ERMORDET 19.11.1943                            | Lindenstraße 1 Lage         | Max Bernstein wurde am 30. Mai 1863 in Ellrich geboren und war Eigentümer eines Geschäfts für Manufakturwaren an der Ecke Linden- und Jüdenstraße, das er mit seiner Frau Selma führte. In der Nacht vom 9. auf den 10. November 1938 („Reichskristallnacht“) wurde das Geschäft wie tausende andere geplündert und zerstört und der Inhaber selbst in „Schutzhaft“ in das KZ Buchenwald genommen, dann 1942 in das KZ Theresienstadt deportiert und dort am 19. November des gleichen Jahres ermordet. |
|              | HIER WOHNTE SELMA BERNSTEIN GEB. NUSSBAUM JG. 1873 DEPORTIERT 1942 THERESIENSTADT FREIHEITSTRANSPORT 5.2.1945 SCHWEIZ                         | Lindenstraße 1 Lage         | Selma Bernstein geb. Nussbaum hatte hier mit ihrem Mann Max ein Geschäft für Manufakturwaren. Nach ihrer Deportation nach Theresienstadt kam sie im Februar 1945 über einen „Freiheitstransport“ in die Schweiz. Ihr weiteres Schicksal ist unbekannt. |
|              | HIER WOHNTE HANS RICHTER JG. 1910 SEIT 1938 INHAFTIERT IN MEHREREN GEFÄNGNISSEN, KZ DEPORTIERT 1945 AUSCHWITZ MAUTHAUSEN BEFREIT/ÜBERLEBT     | Große Bahnhofstraße 13 Lage | Hans Richter |
|              | HIER WOHNTE WALTER RICHTER JG. 1883 'SCHUTZHAFT' 1933 GEFÄNGNIS ELLRICH 1938 BUCHENWALD 1939 GEFÄNGNIS NORDHAUSEN FLUCHT IN DEN TOD 26.4.1939 | Große Bahnhofstraße 13 Lage | Walter Richter |

## Verlegedatum
- 18. Juni 2015